# Löhningen
Löhningen je obec ve švýcarském kantonu Schaffhausen. Žije zde přibližně 1 500 obyvatel.

## Geografie
Löhningen se nachází v oblasti Klettgau na úpatí pohoří Randen. Na severu, východě a jihu sousedí s Beringenem, na jihu a západě s Neunkirchem a na západě se Siblingenem. Rozloha obce 682,7 ha se kromě osídlené plochy dělí na 420 ha obdělávané půdy, 256 ha lesa a 11 ha vinic. Více než polovina lesů je ve vlastnictví obce.
Obcí protékají dva potoky, Fochtelgraben a Wydenbach.

## Historie

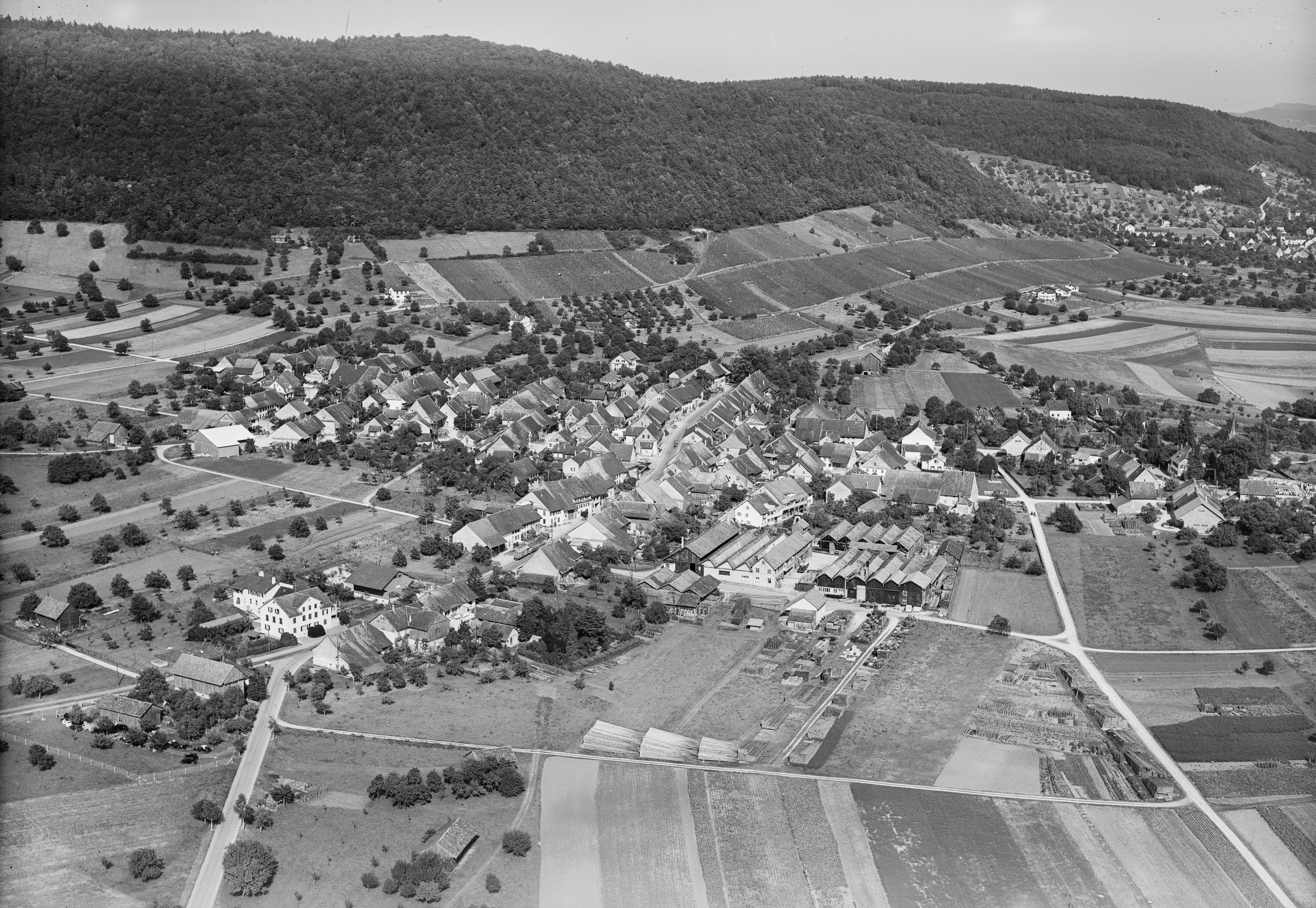
Letecký pohled (1953)

Ze všech vesnic v kantonu je Löhningen první osadou, o níž se píše v listině z roku 779, která se týká darování jisté Gebalindy de Loninga klášteru v St. Gallenu. V roce 1112 je rod Löhningen zmiňován v listinách jako pán oblasti, který žil v letech 1100 až 1400 ve městě Schaffhausen. Dále je ve starých listinách z let 1112 a 1131 uváděn jistý Bernhart von Löhningen a v nejstarším popisu statku z roku 1150 je zmiňována slečna Berthe von Löhningen. Rod von Löhningen se znovu objevil v souvislosti s přidělením pozemků špitálu v Schaffhausenu, který se tak stal vedle kláštera a různých šlechticů největším vlastníkem půdy v obci. Špitál získal také patronátní práva nad kostely s příslušnými povinnostmi, ale také právo vybírat desátky. Na toto placení daní sedlákům do současnosti upomíná název Zehntenkeller (desátkový sklep), který obec spolu s dalším majetkem v roce 1997 předala vinařskému družstvu Löhningen do užívání jako vinárnu. Úzký vztah s církví trval až do roku 1881.
Během reformace přešel klášterní majetek na město Schaffhausen, které mělo od roku 1529 jurisdikci i nad Löhningenem a Guntmadingenem. Sedláci hospodařili na půdě na feudálním základě. První příjmení Löhningen se v zápisech objevují v 15. století. V roce 1439 byl mlynář tohoto jména feudálním nájemcem kláštera Paradies, v roce 1466 Wälti Walter, v roce 1489 Hans Walter jako fojt oblasti.
Od roku 1493 působil Löhningen jako středisková obec. Nejstarší obecní ústava pochází z roku 1654. Ke změně z podhejtmana na starostu došlo během Francouzské revoluce v roce 1798. V roce 1803 se z něj stal kolegiální orgán, obecní soud a od roku 1831 obecní rada.

## Obyvatelstvo

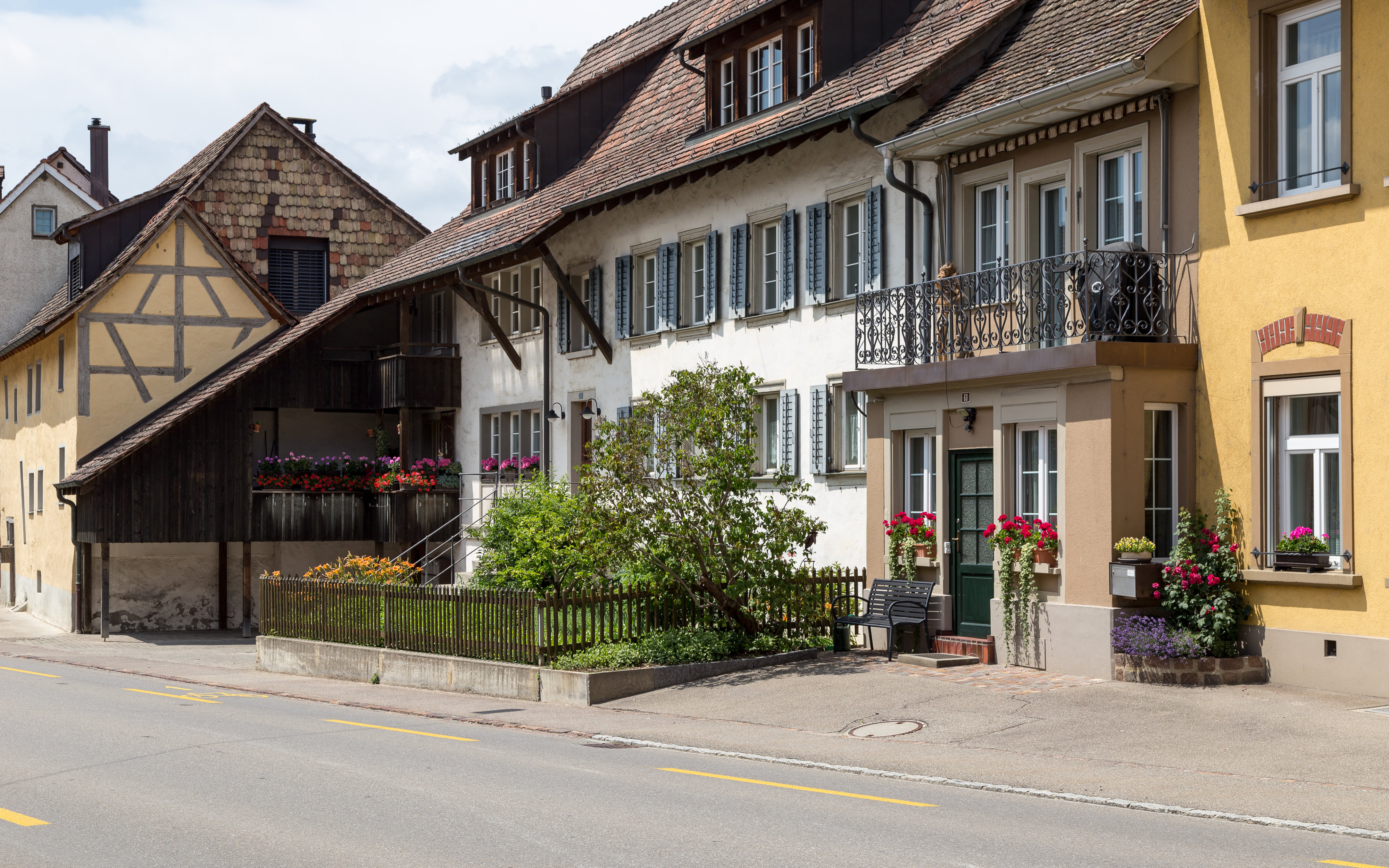
Tradiční architektura v obci

| Rok            | 1771 | 1798 | 1850 | 1900 | 1950 | 1980 | 2000 |
| Počet obyvatel | 444  | 500  | 845  | 699  | 709  | 748  | 1127 |

## Hospodářství
Obec má dlouhou vinařskou tradici a produkuje vína vysoké kvality. V oblasti se nacházejí různá vinařství a vinné sklepy, které každý podzim zvou návštěvníky na tradiční slavnosti vína. V okolních lesích se provozuje také zemědělství a lesnictví.

## Doprava
Löhningen leží na hlavní silnici N14 z Neuhausenu do Stühlingenu. Veřejné autobusy spojují Löhningen se Schaffhausenem a Beggingenem nebo Neunkirchem. Ve špičce jezdí další autobusy v úseku Siblingen–Beringerfeld s návazností na S-Bahn do Schaffhausenu.
Nejbližší železniční stanice společnosti Deutsche Bahn na trati Schaffhausen–Waldshut (tzv. Hochrheinbahn) se nachází v sousední obci Beringen. Vlaky odtud jezdí každou půlhodinu oběma směry.